# Pertako miškas
Pertako miškas este o arie protejată (arie de protecție specială avifaunistică — SPA) din Lituania întinsă pe o suprafață de 1.123,03 ha, integral pe uscat.

## Localizare
Centrul sitului Pertako miškas este situat la coordonatele 53°56′13″N 23°38′02″E / 53.9369°N 23.6339°E.

## Înființare
Situl Pertako miškas a fost declarat arie de protecție specială avifaunistică în iunie 2005 pentru a proteja 9 specii de animale.

## Biodiversitate
Situată în ecoregiunea boreală, aria protejată nu include niciun habitat protejat.
La baza desemnării sitului se află mai multe specii protejate de  păsări (9): minunița (Aegolius funereus), cocoșul de mesteacăn (Bonasa bonasia), caprimulg (Caprimulgus europaeus), barză neagră (Ciconia nigra), ciocănitoare neagră (Dryocopus martius), cocor (Grus grus), ciocănitoare de munte (Picoides tridactylus), cocoșul de mesteacăn (Tetrao tetrix tetrix),  cocoș de munte (Tetrao urogallus).